# وكالة الأمن القومي الأمريكية
وكالة الأمن القومي (بالإنجليزية: National Security Agency)‏ هي هيئة مخابرات تابعة لحكومة الولايات المتحدة، مسؤولة عن مراقبة وجمع ومعالجة المعلومات والبيانات لأغراض المخابرات والمخابرات المضادة وهو مجال معروف باسم مخابرات الإشارة. بالتوازي مع ذلك، تعد وكالة الأمن القومي مسؤولة عن حماية اتصالات حكومة الولايات المتحدة ونظم معلوماتها ضد الاختراق وحرب الشبكات. ومع أن الكثير من برامج وكالة الأمن القومي تعتمد على الجمع الإلكتروني السلبي، إلا أن الوكالة مخولة بالقيام بمهامها بواسطة وسائل سرية نشطة، من بينها إدخال وسائل مادية في النظم الإلكترونية ويُدَّعى أيضًا تورطها في التخريب بواسطة البرمجيات المخضعة. بالإضافة إلى ما سبق، تحتفظ وكالة الأمن القومي بحضور مادي في عدد كبير من البلدان حول العالم، حيث تُدخِل خدمة الجمع الخاصة أجهزة تنصت في أماكن يصعب الوصول إليها. وتتضمن أساليب خدمة الجمع الخاصة «المراقبة من قرب، والسرقة، والتنصت عبر الأسلاك، والاقتحام».
بعكس وكالة مخابرات الدفاع ووكالة المخابرات المركزية، والذين تتخصصا أساسًا في التجسس البشري، لا تقوم وكالة الأمن القومي على نحو أحادي بجمع المعلومات من مصادر بشرية، مع أنها تمثل على هذا النحو في الثقافة الشعبية، وبدلًا عن ذلك، تؤتمن وكالة الأمن القومي على مساعدة وتنسيق عناصر مخابرات الإشارة في أجهزة الحكومة الأخرى، والتي يمنعها القانون من القيام بهذه النشاطات من دون موافقة وكالة الأمن القومي عبر وزير الدفاع. وفي إطار مسؤولياتها، أتاحت الوكالة منظمة تحمل اسم خدمة الأمن المركزية، والتي أُنشأت لتسهيل التعاون بين وكالة الأمن القومي والأجهزة العسكرية الأمريكية الأخرى العاملة في مجال تحليل الشفرة. وعلاوة على ذلك، يشغل مدير وكالة الأمن القومي في نفس الوقت منصب قائد القيادة السيبرانية للولايات المتحدة ورئيس خدمة الأمن المركزية.
يعود أصل الوكالة إلى وحدة أنشأت لفك شفرات الاتصالات في الحرب العالمية الثانية، وفي عام 1952 اتخذت اسمها الحالي بعهد الرئيس هاري ترومان. ومنذ ذلك الحين، أصبحت الوكالة واحدة من أكبر هيئات المخابرات الأمريكية من حيث عدد الأفراد والميزانية، عاملة ضمن وزارة الدفاع وترفع تقاريرها إلى مدير المخابرات الوطنية.
كانت أعمال التجسس والمراقبة التي تجريها وكالة الأمن القومي مادة للجدل السياسي في العديد من المرات، مثل تجسسها على زعماء حركة معارضة حرب فيتنام أوالتجسس الاقتصادي، بداية من عام 2013، ولقد كشف المتقاعد السابق مع الوكالة إدوارد سنودن، حجم برامج المراقبة السرية للوكالة، ووفقًا للوثائق المسربة فإن وكالة الأمن القومي تعترض اتصالات مليار شخص حول العالم وتقوم بتتبع حركة مئات الملايين من الناس باستخدام الهواتف النقالة، وكذلك قامت الوكالة بإدخال عيوب تصاميم أمنية في البرمجيات ووسائل التشفير، جاعلة معظم الاتصالات عبر شبكة الإنترنت عرضة للهجمات السيبرانية من قبل الوكالة نفسها أو أطراف أخرى.

## تاريخ
4 نوفمبر، 1952

## الهيكل التنظيمي
ترأس وكالة الأمن القومي من قبل مدير وكالة الأمن القومي الذي يخدم إيضا كرئيس لجهاز خدمة الأمن المركزي و قائد القيادة الإلكترونية للولايات المتحدة الأمريكية وهو المسؤول العسكري الأعلى رتبة لهذه المنظمات. ويساعده في ذلك نائب الرئيس وهو المسؤول المدني الأعلى رتبة ضمن وكالة الأمن القومي الأمريكية/خدمة الأمن المركزية.

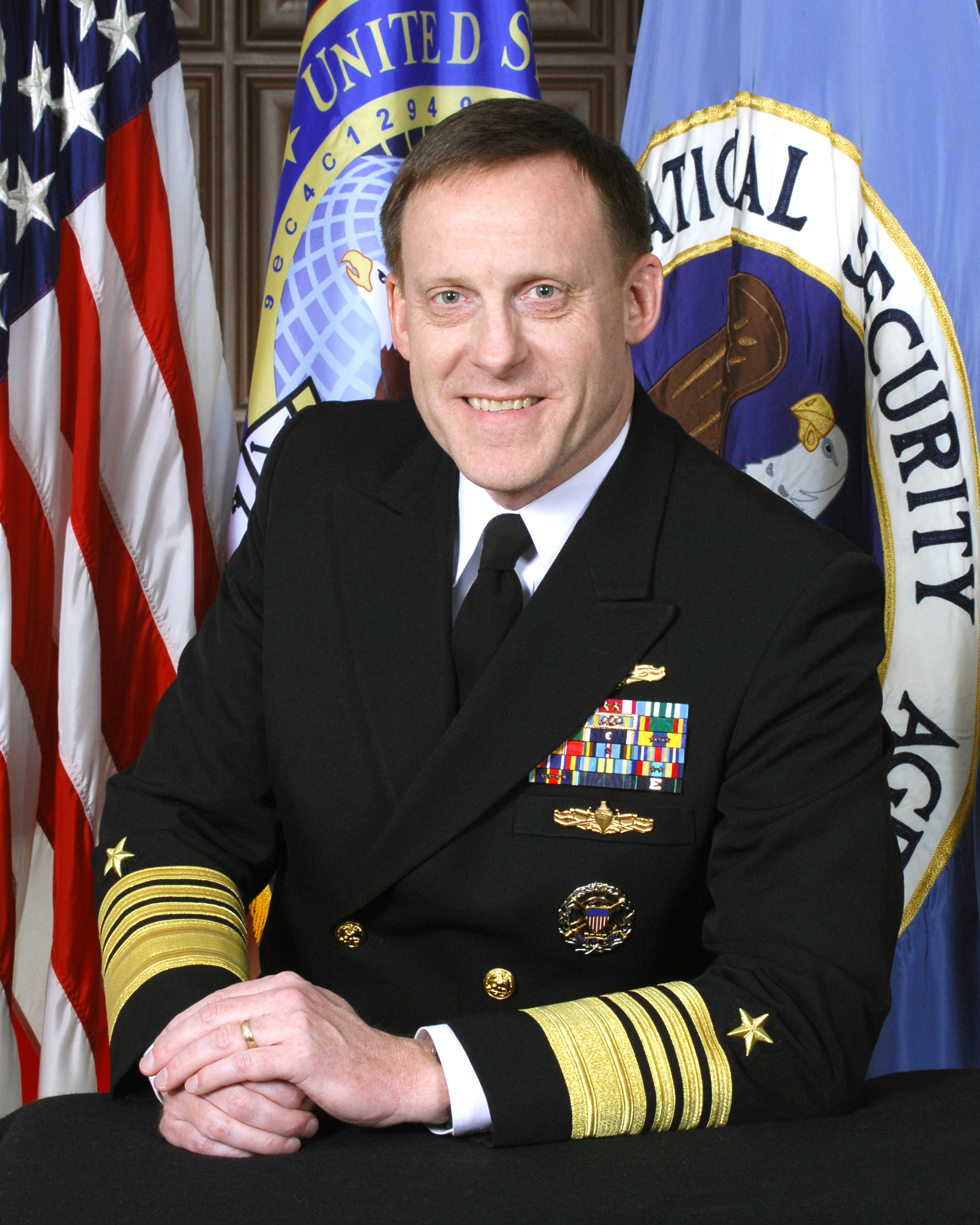
مايكل روجرز مدير وكالة الأمن القومي

وكالة الأمن القومي إيضا لديها المفتش العام وهو رئيس مكتب المفتش العام، ولديها المستشار العام الذي يرأس مكتب المستشار العام، و مدير الالتزام الذي يرأس مكتب مدير الالتزام.
على عكس المنظمات الاستخباراتية الأخرى، مثل وكالة المخابرات المركزية ووكالة استخبارات الدفاع ، فإن وكالة الأمن القومي لديها تحفظ ولا سيما فيما يتعلق بالهيكل التنظيمي الداخلي.
اعتبار من منتصف التسعينات، نظمت وكالة الأمن القومي إلى خمسة مديريات:
- مديرية العمليات، وهي مسؤولة عن جمع المعلومات الإستخباراتية ومعالجة الإشارات.
- مديرية التكنولوجيا والأنظمة، وهي مسؤولة عن تطوير تقنيات جديدة لجمع الإشارات الإستخباراتية ومعالجتها.
- مديرية أمن نظم المعلومات، وهي مسؤولة عن اتصالات وكالة الأمن القومي ومهمات أمن المعلومات.
- مديرية البرامج والسياسات والخطط، وهي مسؤولة توفير الدعم للموظفين والاتجاه العام للوكالة.
- مديرية الخدمات المساندة، وهي مسؤولة عن توفير الدعم للأنشطة اللوجستية والإدارية.

كل من هذه المديريات تتألف من عدة مجموعات أو عناصر، بواسطة بريد إلكتروني معين، وإن لم يكن كلها معروفة علناً. يتم تقسيم المديريات في أقسام و

## المنشآت والفروع

### المقر الرئيسي
المقر الرئيسي لوكالة الأمن القومي يقع عند في فورت جورج ميد، ماريلاند رغم أنها منفصلة عن المجمعات و الوكالات أخرى الموجودة في نفس المنشأة العسكرية، مساحتها حوالي 20 ميل (32 كيلو متر) جنوب غربي بالتيمور، و 25 ميل (40 كيلو متر) شمالي شرقي واشنطن. وكالة الأمن القومي لديها مخارج خاصة بها في جنوب طريق ماريلاند 295, خاص للموظفين فقط. يمكن أستخدام هذه المخارج فقط للذين يحملون التصاريح المناسبة، و هناك السيارات الأمنية المتوقفة على طول الطريق لحراسة المخارج.

## روابط خارجية
- وكالة الأمن القومي الأمريكية على موقع IMDb (الإنجليزية)
- وكالة الأمن القومي الأمريكية على موقع الموسوعة البريطانية (الإنجليزية)